# Saint-Étienne-de-Mer-Morte
Saint-Étienne-de-Mer-Morte är en kommun i departementet Loire-Atlantique i regionen Pays de la Loire i nordvästra Frankrike. Kommunen ligger i kantonen Machecoul som tillhör arrondissementet Nantes. År 2022 hade Saint-Étienne-de-Mer-Morte 1 764 invånare.

## Befolkningsutveckling
Antalet invånare i kommunen Saint-Étienne-de-Mer-Morte
| Referens: INSEE |